# تریسی رینر
تریسی رینر (انگلیسی: Tracy Reiner؛ زادهٔ ۷ ژوئیهٔ ۱۹۶۴) یک هنرپیشه اهل ایالات متحده آمریکا است. 
از فیلم‌هایی که وی در آن نقش داشته‌است، می‌توان به لیگ خودشان، خواهر دیگر، تد و ونوس و بچه فلامینگو اشاره کرد.